# عبد الرحمن المعلمي
العلامة عبد الرحمن بن يحيى بن علي بن أبي بكر المُعَلِّمي العتمي اليماني.

## نشأته وطلبه للعلم
ولد في أول سنة 1313 ه‍ـ بقرية «المحاقرة» من عزلة «الطفن» من مخلاف «رازح» من ناحية «عتمة» في اليمن، وكفله والداه، وكانا من خيار تلك البيئة، وهي بيئة متدينة وصالحة، ثم قرأ القرآن على رجل من عشيرته وعلى والده قراءة متقنة مجودة، وقبل أن يختم القرآن ذهب مع والده إلى «بيت الريمي» حيث كان أبوه يمكث يعلم أولادهم ويصلي بهم.
ثم سافر إلى «الحجرية» حيث كان أخوه الأكبر محمد بن يحيى كاتباً في محكمتها الشرعية وأدخل في مدرسة للحكومة كان يعلم فيها القرآن والتجويد والحساب واللغة التركية فمكث مدة فيها، ومرض مرضاً شديداً، فحوله أخوه إلى بيت أرملة هناك فمرضته حتى شفاه الله بوصفة بلدية من رجل من أهل الصلاح هناك، ثم جاء والده إلى «الحجرية»، وسأله عما قرأ؟ فأخبره، فقال له: والنحو؟ فأخبره أنه لم يقرأ النحو، لأنه لا يدرس في المدرسة، فكلم أخاه وأوصاه بقراءة النحو، فقرأ عنده شيئاً من «شرح الكفراوي» على «الأجرومية» نحو أسبوعين. ثم سافر مع والده.
ثم اتجهت رغبته إلى قراءة النحو؛ فاشترى بعض كتب النحو فلما وصل «بيت الريمي» وجد رجلاً يدعى أحمد بن مصلح الريمي فصارا يتذكران النحو في عامة أوقاتهما، مستعينين بتفسيري الخازن والنسفي، وأخذت معرفته تتقوى حتى طالع (المغني) لابن هشام نحو سنة، وحاول تلخيص بعض فوائده المهمة في دفتر، وحصلت له ملكة لا بأس بها.
ثم ذهب إلى بلده «الطفن» ورأى والده أن يبقى هناك مدة ليقرأ على الفقيه العلامة الجليل أحمد بن محمد بن سليمان المعلمي -وكان متبحراً في العلم-، فلازمه ملازمة تامة، وقرأ عليه الفقه والفرائض والنحو. ثم عاد إلى «بيت الريمي» وانكب على كتاب «الفوائد الشنشورية» في الفرائض بحل مسائله، ويعرض مسائل أخرى ويحاول حلها ثم امتحانها وتطبيقها. وقرأ «المقامات» للحريري وبعض كتب الأدب فأولع بالشعر فقرضه، فجاء أخوه من «الحجرية» فأعجبه تحصيله في النحو والفرائض فتركه وسافر إلى «الحجرية»، ثم استقدمه فسافر إليها، وبقي هناك مدة لا يستفيد فيها إلا حضوره بعض مجالس يتذاكر فيها الفقه. ثم رجع إلى «عتمة» وكان القضاء قد صار إلى الزيدية وعين الشيخ علي بن مصلح الريمي كاتباً للقاضي، فأنابه، فلزم القاضي الذي هو السيد علي بن يحيى بن المتوكل -وكان رجلاً عالماً فاضلاً معمراً إلا أنه لم يقرأ عليه شيئاً ولا أخذ منه إجازة- ثم عين بعده القاضي السيد محمد بن علي الرازي وكتب عنه مدة.
و له إجازة من صدر شعبة الدينيات وشيخ الحديث في كلية الجامعة العثمانية بـ «حيدر آباد الدكن» الشيخ «عبد القدير محمد الصديقي القادري» برواية الكتب الستة والموطأ قال فيها بعد البسملة والحمد لله والصلاة على النبي الأعظم صلوات الله عليه: «إن الأخ الفاضل والعالم العامل الشيخ عبد الرحمن بن يحيى المعلمي العتمي اليماني قرأ علي من ابتداء «صحيح البخاري» و«صحيح مسلم»، واستجازني ما رويته عن أساتذتي، ووجدته طاهر الأخلاق طيب الأعراق، حسن الرواية جيد الملكة في العلوم الدينية، ثقة عدلاُ، أهلاً للرواية بالشروط المعتبرة عند أهل الحديث، فأجزته برواية صحيح البخاري وصحيح مسلم وجامع الترمذي وسنن أبي داود ومحمد بن ماجه والنسائي والموطأ لمالك م. حرر بتاريخ 13 – القعدة – سنة 1346ه‍»

## أعماله
ارتحل الشيخ إلى جيزان سنة 1329هـ والتحق بها في خدمة السيد محمد الإدريسي أمير «عسير» حينذاك، فولاه رئاسة القضاة، ولما ظهر لم من ورعه وزهده وعدله لقبه بـ «شيخ الإسلام»؛ وكان إلى جانب القضاء يشتغل بالتدريس، ومكث مع السيد محمد الإدريسي حتى توفي الإدريسي سنة 1341ه‍ فارتحل إلى عدن ومكث فيها سنة مشتغلاً بالتدريس والوعظ. وبعد ذلك ارتحل إلى الهند وعين في دائرة المعارف العثمانية بحيدر أباد الدكن مصححاً لكتب الحديث وما يتعلق به وغيرها من الكتب في الأدب والتاريخ.
وبقي بها مدة ثم سافر إلى مكة المكرمة ووصل إليها في عام 1371ه‍ وفي عام 1372ه‍ في شهر ربيع الأول منه بالذات عين أميناً لمكتبة الحرم المكي الشريف حيث بقي بها يعمل بكل جد وإخلاص في خدمة رواد المكتبة من المدرسين وطلاب العلم حتى أصبح موضع الثناء العاطر من جميع رواد المكتبة على جميع طبقاتهم بالإضافة إلى استمراره في تصحيح الكتب وتحقيقها لتطبع في دائرة المعارف العثمانية بالهند، حتى وافاه الأجل المحتوم صبيحة يوم الخميس السادس من شهر صفر عام 1386ه‍ بعد أن أدى صلاة الفجر في المسجد الحرام وعاد إلى مكتبة الحرم حيث كان يقيم وتوفي على سريره.

## مؤلفاته وما حققه من كتب

### مؤلفاته المطبوعة
- طليعة التنكيل بما في تأنيب الكوثري من الأباطيل.
- التنكيل بما في تأنيب الكوثري من الأباطيل؛ في مجلدين.
- رسالة في مقام إبراهيم وهل يجوز تأخيره.
- الأنوار الكاشفة بما في كتاب أضواء على السنة من الزلل والتضليل والمجازفة.
- محاضرة في كتب الرجال وأهميتها؛ ألقيت في حفل ذكرى افتتاح دائرة المعارف بالهند عام 1356ه‍.

### مؤلفاته المخطوطة
- إغاثة العلماء من طعن صاحب الوراثة في الإسلام.
- كتاب العبادة.
- أحكام الكذب.
- ورسائل أخرى في مسائل متفرقة لم يسمها. وديوان شعر وآخر ما قال في الشعر القصيدة التي رثا بها الملك عبد العزيز آل سعود—والتي نشرت في «المنهل» العدد 53 من السنة الرابعة عشرة.

### الكتب التي قام بتحقيقها وتصحيحها والتعليق عليها
- التاريخ الكبير للبخاري إلا الجزء الثالث.
- خطأ الإمام البخاري في تاريخه لابن أبي حاتم الرازي.
- تذكرة الحفاظ للذهبي.
- الجرح والتعديل لابن حاتم.
- كتاب موضح أوهام الجمع والتفريق للخطيب البغدادي.
- المعاني الكبير في أبيات المعاني لابن قتيبة.
- الفوائد المجموعة في الأحاديث الموضوعة للشوكاني.
- وآخر ما كان يقوم بتصحيحه كتاباً «الإكمال» لابن ماكولا و«الأنساب» للسمعاني، وصل إلى خمسة أجزاء، تم طبعها وشرع في السادس من كل منهما حيث وافاه الأجل المحتوم.

هذا بالإضافة إلى اشتراكه في تحقيق وتصحيح عدد من أمهات كتب الحديث والرجال وغيرها مع زملائه في دائرة المعارف العثمانية بـ "حيدر أباد بـالهند. وأهمها:
- السنن الكبرى للبيهقي.
- مسند أبي عوانة.
- الكفاية في علم الرواية؛ للخطيب البغدادي.
- صفة الصفوة؛ لابن الجوزي.
- المنتظم لابن الجوزي.
- الأمالي الشجرية.
- مفتاح السعادة ومصباح السيادة في موضوعات العلوم للمولى أحمد بن مصطفى المعروف بطاش كبرى زاده طبعة أولى.
- تنقيح المناظر لذوي الأبصار والبصائر لكمال الدين أبي الحسن الفارسي.
- الأمالي اليزيدية (فيها مراث وأشعار وأخبار ولغة وغيرها).
- عمدة الفقه لموفق الدين ابن قدامه (قابل الأصل وصححه وعلق عليه).
- كشف المخدرات لزين الدين عبد الرحمن بن عبد الله المعلى ثم الدمشقي.
- شرح عقيدة السفاريني.
- موارد الظمآن إلى زوائد صحيح بن حبان.
- الجواب الباهر في زور المقابر. لابن تيمية (شارك في تحقيقه وإخراج أحاديثه).
- الدرر الكامنة في أعيان المائة الثامنة. لابن حجر العسقلاني.
- نزخة الخواطر وبهجة المسامع والنواظر. لعبد الحي بن فخر الدين الحسيني.